# Gérard Swertvaeger
Gérard Swertvaeger (ur. w Thuit-Hébert) – francuski kolarz szosowy, brązowy medalista mistrzostw świata.

## Kariera
Największy sukces w karierze Gérard Swertvaeger osiągnął w 1965 roku, kiedy wspólnie z Henrim Heintzem, Claude’em Lechatellierem i André Desvagesem zdobył brązowy medal w drużynowej jeździe na czas na mistrzostwach świata w San Sebastián. Był to jednak jedyny medal wywalczony przez niego na międzynarodowej imprezie tej rangi. W tej samej konkurencji Francuzi ze em w składzie zajęli też czwarte miejsce na mistrzostwach świata w Nürburgu w 1966 roku oraz szóste na rozgrywanych rok później mistrzostwach świata w Heerlen. Ponadto w 1963 roku był drugi w wyścigu Paryż-La Ferté-Bernard, a w 1967 roku zajął trzecie miejsce w Circuit de la Sarthe. Nigdy nie wystąpił na igrzyskach olimpijskich.